# Davut Güloğlu

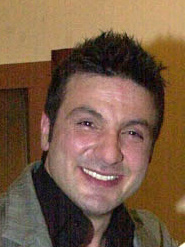
Davut Güloğlu

Davut Güloğlu (* 1972 in Rize) ist ein türkischer Popmusiker.

## Leben und Karriere
Güloğlu kam als siebtes von elf Geschwistern auf die Welt, wurde jedoch in jungen Jahren zum Waisen. Nach seinem Verlust widmete er sich dem Fußball und spielte sechs Jahre lang in Amateurmannschaften.
Als 13-Jähriger ging er nach Istanbul und besuchte dort 1991 eine von Arif Sağ eröffnete Musikschule, wo sein Talent gefördert wurde.
Im Jahr 2001 gelang ihm mit Nurcanım der musikalische Durchbruch, indem er Elemente der Popmusik mit musikalischen Elementen aus der Schwarzmeerregion, insbesondere mit der Kemençe, vereinte.
Der zwei Jahre später veröffentlichte Song Katula Katula wurde ebenfalls sehr erfolgreich.

## Diskografie

### Alben
- 1998: Sarılsamda Olmayi Darılsamda Olmayi
- 2001: Nurcanım
- 2003: Katula Katula
- 2005: Çat Çat
- 2007: Kapak Olsun
- 2009: Kopalım Bari
- 2012: Seni Seni
- 2018: Hayat Devam Ediyor / Bu Kadar Naz Olur Mu?

### EPs
- 2004: Dur Orda Dur
- 2015: Aşk
- 2024: Dema

### Singles
| - 1998: Sarılsamda Olmayi - 2001: Nurcanım - 2001: Kömürlen mi Yazılmış - 2001: Benim Büyük Allahım - 2003: Katula Katula (Sample von Panjabi MC – Mundian To Bach Ke) - 2003: Yalan Mı? (mit Emel Müftüoğlu) - 2004: Fenerbahçe - 2004: Dur Orda Dur - 2005: Çat Çat - 2007: Ham Yaparım - 2008: Hapishane İçinde - 2009: Kopalım Bari - 2009: Yaralı Kalbim - 2009: Dur Biraz - 2012: Seni Seni - 2014: Hapishane İçinde | - 2015: Aşk - 2016: Türkiyem - 2018: Hayat Devam Ediyor - 2018: Bu Kadar Naz Olur Mu? - 2018: Oy Sevdam - 2020: Dağların Sevdası (mit Serkan Aydın) - 2020: Çareler De Çaresiz - 2021: Dağlar Sessiz - 2022: Tanıdın Mı Gözlerim - 2022: Yalan Oldu (mit Cengiz Özsu) - 2023: Güneşim Ol - 2024: Sevdam Dinlesin - 2024: Koparıp Atasım Var - 2024: Dog'loro dushdim (mit Gulinur) - 2024: Çaresi Bulunmuyor (mit Bizim Gönül) - 2025: Dağların Karımısın (mit Bizim Gönül) |

### Politisch motivierte Singles
- 2020: Geliyor Yeniden Refah
- 2023: Milletin İmdadına Yeniden Refah Geldi
- 2023: İktidar Olacağız
- 2023: Geliyor Refah
- 2023: Fatih Erbakan'la

## Filmografie
- 2006: Sev Kardeşim (Fernsehserie)

## Auszeichnungen
- 2002: Kral Türkiye Müzik Award in der Kategorie Bester Newcomer